# Murex carbonnieri
Murex carbonnieri is een slakkensoort uit de familie van de Muricidae. De wetenschappelijke naam van de soort werd voor het eerst geldig gepubliceerd in 1881 door Jousseaume als Acupurpura carbonnieri.

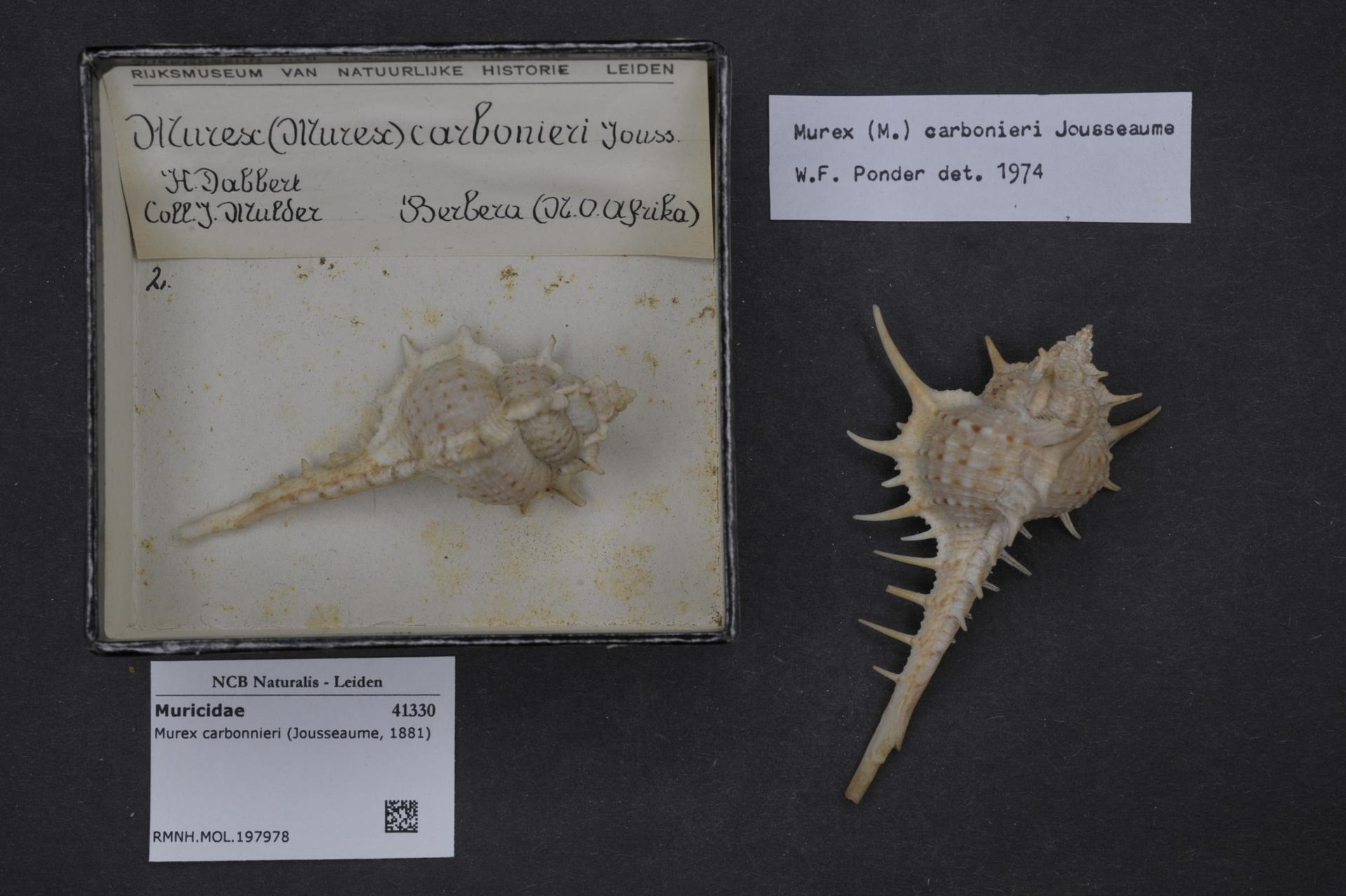
Museumexemplaren